# Barbara Zibell
Barbara Zibell (* 1955 in Großburgwedel, heimatberechtigt in Thalwil/ZH) ist eine deutsch-schweizerische Stadt- und Regionalplanerin.
Bis 2019 lehrte sie an der Fakultät für Architektur und Landschaft am Institut für Geschichte und Theorie der Leibniz Universität Hannover. Von ihr stammen zahlreiche Publikationen zu Planungstheorie und Stadtentwicklung, Chaosforschung im Städtebau sowie Raum und Gesellschaft, Frauen und Gender.

## Leben
Barbara Zibell wuchs in Hannover auf. Nach dem Abitur studierte sie Stadt- und Regionalplanung an der Technischen Universität Berlin. Anschliessend arbeitete sie als Sozialplanerin im Berliner Sanierungsgebiet Charlottenburg Klausenerplatz, bevor sie zum Städtebaureferendariat nach Südhessen / Frankfurt am Main umsiedelte. Von 1984 bis 1988 war sie als Projektleiterin und Ortsplanerin bei der Planungsgruppe SüdWest in Lörrach tätig. 1989 übersiedelte sie mit ihrer Familie in die Schweiz, um eine Stelle als Wissenschaftliche Mitarbeiterin und Oberassistentin am Institut für Orts-, Regional- und Landesplanung (ORL-Institut) der ETH Zürich anzutreten. Dort promovierte sie bei Benedikt Huber zum Thema Chaos als Ordnungsprinzip im Städtebau. 1996 nahm sie den Ruf auf die Professur für Architektursoziologie und Frauenforschung am Fachbereich Architektur der Universität Hannover an, ab 2004 leitete sie die Abteilung Planungs- und Architektursoziologie (PA_soz) an der neu gebildeten Fakultät für Architektur und Landschaft. Die Gründung des „Forum für GenderKompetenz in Architektur Landschaft Planung“ (gender_archland) im Jahre 2007 ist auf ihre Initiative zurückzuführen. Das gender_archland wird neu als „Netzwerk für GenderKompetenz in Architektur Landschaft Planung“ (GenderArchland) weitergeführt und von vier Hochschulen im deutschsprachigen Raum getragen.
Neben ihrer wissenschaftlichen Tätigkeit ist Barbara Zibell als Jurymitglied, Gutachterin und Beraterin mit ihrer städtebaulichen und raumbezogenen Expertise auch in planungspraktischen Kontexten im In- und Ausland aktiv. Seit ihrer Pensionierung arbeitet sie als freie Wissenschaftlerin, Raumplanerin und GenderExpertin und führt das Büro „StadtUmLand_Forschung Planung Beratung“ in Zürich.

## Netzwerke
Barbara Zibell ist im deutschsprachigen wie im europäischen Raum vernetzt und aktiv in Frauen-/ Gendernetzwerken sowie Berufsverbänden zwischen Architektur, Städtebau und Raumentwicklung in Deutschland und der Schweiz. Als Mitglied der deutschen Akademie für Raumforschung und Landesplanung (neu: Akademie für Raumentwicklung in der Leibniz-Gemeinschaft, ARL) leitete sie von 2014 bis 2018 den ersten Internationalen Arbeitskreis zum Thema „Gender in Spatial Development“. Die Ergebnisse wurden unter dem Titel „Gendered Approaches to Spatial Development in Europe“ (Zibell, Damyanovic, Sturm 2019) bei Routledge publiziert.
Bis 2020 war sie Mitglied im Vorstand des Schweizer Verbands für Raumplanung und Umweltfragen „EspaceSuisse“ sowie des Vereins für gender- und alltagsgerechtes Planen und Bauen „Lares“.